# Teoría de números trascendentes
La teoría de los números trascendentes es una rama de teoría de números que investiga los números trascendentes (números que no son soluciones de ninguna ecuación algebraica con coeficientes racionales), tanto de manera cualitativa como cuantitativa.

## Trascendencia
El teorema fundamental del álgebra afirma que si se tiene un polinomio no constante con coeficientes racionales (o de manera equivalente, mediante eliminación de denominadores, con coeficientes enteros), entonces ese polinomio tendrá una raíz en los números complejos. Es decir, para cualquier polinomio no constante {\displaystyle P} con coeficientes racionales existirá un número complejo {\displaystyle \alpha } tal que {\displaystyle P(\alpha )=0}. La teoría de la trascendencia se ocupa de la pregunta inversa: dado un número complejo {\displaystyle \alpha }, ¿existe un polinomio {\displaystyle P} con coeficientes racionales tales que {\displaystyle P(\alpha )=0?}? Si no existe tal polinomio, entonces el número se llama trascendente.
Más generalmente, la teoría trata sobre la independencia algebraica de números. Un conjunto de números {α1, α2, …, αn} se llama algebraicamente independiente sobre un cuerpo K si no hay ningún polinomio P distinto de cero en n variables con coeficientes en K tal que P(α1, α2, …, αn) = 0. Así que averiguar si un número dado es trascendente es realmente un caso especial de independencia algebraica, donde n =  1 y el cuerpo K es el cuerpo de los números racionales.
Una noción relacionada es si existe una forma cerrada para un número, incluidos exponenciales y logaritmos, así como operaciones algebraicas. Hay varias definiciones de forma cerrada, y las cuestiones sobre las formas cerradas a menudo se pueden reducir a cuestiones sobre trascendencia.

## Historia

### Aproximación por números racionales: de Liouville a Roth
El uso del término trascendente para referirse a un objeto que no es algebraico se remonta al siglo XVII, cuando Gottfried Leibniz demostró que la función seno no era una función algebraica. La cuestión de si ciertas clases de números podrían ser trascendentes se remonta a 1748, cuando Leonhard Euler afirmó que el número logab no era algebraico para los números racionales a y b un b dado, no existe ningún número racional c tal que b = ac.
La afirmación de Euler no fue probada hasta el siglo XX, pero casi cien años después de su afirmación Joseph Liouville sí logró probar la existencia de números que no son algebraicos, algo que hasta entonces no se sabía con certeza. Sus artículos originales sobre el tema en la década de 1840 esbozaron argumentos usando fracciones continuas para construir números trascendentes. Más adelante, en la década de 1850, dio una condición necesaria para que un número fuera algebraico y, por lo tanto, una condición suficiente para que un número fuera trascendente. Este criterio de trascendencia tampoco era lo suficientemente fuerte como para ser necesario y, de hecho, no logra justificar que el número e es trascendente. Pero su trabajo proporcionó una clase más amplia de números trascendentes, ahora conocidos como números de Liouville en su honor.
El criterio de Liouville afirmaba esencialmente que los números algebraicos no pueden aproximarse adecuadamente mediante números racionales. En consecuencia, si un número puede aproximarse muy bien mediante números racionales, entonces debe ser trascendente. El significado exacto de "muy bien aproximado" en el trabajo de Liouville se relaciona con cierto exponente. Demostró que si α es un número algebraico de grado d ≥ 2 y ε es cualquier número mayor que cero, entonces la expresión
{\displaystyle \left|\alpha -{\frac {p}{q}}\right|<{\frac {1}{q^{d+\varepsilon }}}}
puede satisfacerse solo con un número finito de números racionales p/q. Usar esto como criterio de trascendencia no es una cuestión baladí, ya que hay que comprobar si existen infinitas soluciones p/q para cada d ≥ 2.
En el siglo XX, el trabajo de Axel Thue, Carl Siegel, y Klaus Roth redujo el exponente en el trabajo de Liouville de (d + ε) a (d/2 + 1 + ε), y finalmente, en 1955, a (2 + ε). Este resultado, conocido como el teorema de Thue-Siegel-Roth, es ostensiblemente el mejor posible, ya que si el exponente (2 + ε) se reemplaza por solo 2, entonces el resultado ya no es verdadero. Sin embargo, Serge Lang conjeturó una mejora del resultado de Roth; en particular, conjeturó que (q2+ε) en el denominador del lado derecho podría reducirse a {\displaystyle q^{2}{\text{log (q)}}^{1+\epsilon }}.
El trabajo de Roth culminó de forma efectiva la labor iniciada por Liouville, y su teorema permitió a los matemáticos probar la trascendencia de muchos más números, como el número de Champernowne. Sin embargo, el teorema aún no es lo suficientemente fuerte para detectar todos los números trascendentes, y muchas constantes famosas, incluidas e y π, no son o no se sabe que sean muy aproximables en el sentido anterior.

### Funciones auxiliares: de Hermite a Baker
Afortunadamente, otros métodos fueron pioneros en el siglo XIX para tratar las propiedades algebraicas de e y, en consecuencia, de π a través de la identidad de Euler. Este trabajo se centró en el uso de las denominadas funciones auxiliares, que son una clase de funciones que típicamente contienen muchos ceros en los puntos bajo consideración. Aquí, muchos ceros puede significar muchos ceros distintos, o tan solo un cero pero con una alta multiplicidad, o incluso muchos ceros, todos con una gran multiplicidad. Charles Hermite usó funciones auxiliares que se aproximaban a las funciones {\displaystyle e^{kx}} para cada número natural {\displaystyle k} con el fin de probar la trascendencia de {\displaystyle e} en 1873. Su trabajo fue desarrollado por Carl Louis Ferdinand von Lindemann en la década de 1880 para probar que eα es trascendente para números algebraicos α distintos de cero. En particular, esto probó que π es trascendente, ya que eπi es algebraico, y por lo tanto respondió negativamente al problema de la antigüedad clásica sobre si era posible obtener la cuadratura del círculo empleando un número finito de operaciones realizadas exclusivamente con regla y compás. Karl Weierstraß desarrolló su trabajo aún más y finalmente probó el teorema de Lindemann–Weierstrass en 1885.
En 1900 David Hilbert hizo pública su famosa colección de problemas. El séptimo problema, y uno de los más complicados a juicio de Hilbert, preguntaba sobre la trascendencia de los números de la forma ab cuando a y b son algebraicos, a no es cero o uno, y b es irracional. En la década de 1930, Aleksandr Guélfond y Theodor Schneider demostraron que todos esos números eran realmente trascendentes utilizando una función auxiliar no explícita cuya existencia fue asegurada por el lema de Siegel. Este resultado, el teorema de Gelfond-Schneider, demostró la trascendencia de números como la eπ y la constante de Gelfond-Schneider.
El siguiente gran resultado en este campo se produjo en la década de 1960, cuando Alan Baker avanzó en un problema planteado por Gelfond en formas lineales en logaritmos. El mismo Gelfond había logrado encontrar un límite inferior no trivial para la cantidad
{\displaystyle |\beta _{1}\log \alpha _{1}+\beta _{2}\log \alpha _{2}|\,}
donde las cuatro incógnitas son algebraicas, siendo las α ni cero ni uno y las β irracionales. Sin embargo, había eludido encontrar límites inferiores similares para la suma de tres o más logaritmos. La prueba del teorema de Baker contenía tales límites, resolviendo el problema de número de clase de Gauss para la clase número uno en el proceso. Este trabajo le valió a Baker la Medalla Fields por sus usos para resolver ecuaciones diofánticas. Desde un punto de vista puramente teórico de los números trascendentes, Baker había demostrado que si α1, ..., αn son números algebraicos, ninguno de ellos cero o uno, y β1, ..., βn son números algebraicos tales que 1, β1, .. ., βn son linealmente independientes sobre los números racionales, entonces el número
{\displaystyle \alpha _{1}^{\beta _{1}}\alpha _{2}^{\beta _{2}}\cdots \alpha _{n}^{\beta _{n}}}
es trascendente.

### Otras técnicas: Cantor y Zilber
En la década de 1870, Georg Cantor comenzó a desarrollar la teoría de conjuntos y, en 1874, publicó un artículo que demostraba que los números algebraicos se podían poner en correspondencia uno a uno con el conjunto de los números naturales y, por lo tanto, que el conjunto de números trascendentes debe ser incontable. Posteriormente, en 1891, Cantor usó su intuitivo argumento diagonal para demostrar el mismo resultado. Mientras que el resultado de Cantor a menudo se cita como puramente existencial y, por lo tanto, inutilizable para construir un solo número trascendente, las demostraciones en los dos artículos antes mencionados brindan métodos para construir números trascendentes.
Si bien Cantor usó la teoría de conjuntos para probar la completitud de los números trascendentes, un desarrollo reciente ha sido el uso de la teoría de modelos en intentos de probar un problema no resuelto en la teoría de números trascendentes, que consiste en determinar el grado de trascendencia del cuerpo
{\displaystyle K=\mathbb {Q} (x_{1},\ldots ,x_{n},e^{x_{1}},\ldots ,e^{x_{n}})}
para números complejos x1, ..., xn que son linealmente independientes sobre los números racionales. Stephen Schanuel conjecturó que la respuesta es al menos n, pero no se conoce ninguna demostración. Sin embargo, en 2004, Boris Zilber publicó un artículo que utilizó técnicas de teoría de modelos para crear una estructura que se comporta de manera muy similar a los números complejos equipados con las operaciones de suma, multiplicación y exponenciación. Además, en esta estructura abstracta, la conjetura de Schanuel sí se cumple. Desafortunadamente aún no se sabe si esta estructura es de hecho la misma que la de los números complejos con las operaciones mencionadas; podría existir alguna otra estructura abstracta que se comporte de manera muy similar a los números complejos pero donde la conjetura de Schanuel no se cumple. Zilber proporcionó varios criterios que probarían que la estructura en cuestión era C, pero no pudo probar el llamado axioma de cierre exponencial fuerte. El caso más simple de este axioma ha sido probado desde entonces, pero se requiere una prueba que se cumpla con toda su generalidad para completar la prueba de la conjetura.

## Aproximaciones
Un problema típico en esta área de las matemáticas es averiguar si un número dado es trascendente. Cantor usó un argumento de cardinalidad para mostrar que solo hay muchos números algebraicos contables y, por lo tanto, casi todos los números reales restantes son trascendentes. Los números trascendentes, por lo tanto, representan el caso más usual, aunque pueda ser extremadamente difícil demostrar que un número dado es trascendente (o incluso simplemente irracional).
Por esta razón, la teoría de la trascendencia a menudo trabaja hacia un enfoque más cuantitativo. Entonces, dado un número complejo particular α, es posible preguntarse lo cerca que está α de ser un número algebraico. Por ejemplo, si se supone que el número α es algebraico, ¿se puede demostrar que debe estar asociado a un polinomio de grado muy alto o a un polinomio mínimo con coeficientes muy grandes? En última instancia, si es posible demostrar que ningún grado o tamaño finito de los coeficientes es suficiente, entonces el número debe ser trascendente. Dado que un número α es trascendente si y solo si P(α) ≠ 0 para todo polinomio distinto de cero P con coeficientes enteros, este problema se puede abordar tratando de encontrar los límites inferiores de la forma
{\displaystyle |P(a)|>F(A,d)}
donde el lado derecho es alguna función positiva que depende de alguna medida A del tamaño de los coeficientes de P, y su grado d, y tal que estos límites inferiores se aplican a todos los P ≠ 0. Tal límite se denomina medida de trascendencia.
El caso de d = 1 es el de la aproximación diofántica "clásica" que exige cotas inferiores para
{\displaystyle |ax+b|}.
Los métodos de la teoría de la trascendencia y la aproximación diofántica tienen mucho en común: ambos utilizan el concepto de función auxiliar.

## Resultados principales
El teorema de Gelfond-Schneider fue el mayor avance en la teoría de la trascendencia en el período 1900-1950. En la década de 1960, el método de Alan Baker sobre formas lineales en logaritmos de números algebraicos reavivó la teoría de la trascendencia, con aplicaciones a numerosos problemas clásicos y de ecuaciones diofánticas.

## Clasificación de Mahler
Kurt Mahler en 1932 dividió los números trascendentes en tres clases, llamadas S, T y U. La definición de estas clases se basa en una extensión de la idea de número de Liouville (citada anteriormente).

### Medida de irracionalidad de un número real
Una forma de definir un número de Liouville es considerar lo pequeño que es un número real x dado que permite generar polinomios lineales |qx − p| sin hacerlos exactamente 0. Aquí p y q son números enteros con |p|, |q| limitados por un entero positivo H.
Sea {\displaystyle m(x,1,H)} el valor absoluto mínimo distinto de cero que toman estos polinomios, y se hace que:
{\displaystyle \omega (x,1,H)=-{\frac {\log m(x,1,H)}{\log H}}}
{\displaystyle \omega (x,1)=\limsup _{H\to \infty }\,\omega (x,1,H).}
ω(x, 1) a menudo se denomina medida de irracionalidad de un número real x. Para números racionales, ω(x, 1)= 0, y es al menos 1 para números reales irracionales. Se define que un número de Liouville tiene una medida infinita de irracionalidad. El teorema de Roth permite afirmar que los números algebraicos reales irracionales tienen medida de irracionalidad 1.

### Medida de trascendencia de un número complejo
A continuación, considérense los valores de los polinomios asociados a un número complejo x, cuando estos polinomios tienen coeficientes enteros, grado como máximo n y altura como máximo H, con n y H siendo enteros positivos.
Sea {\displaystyle m(x,n,H)} el valor absoluto mínimo distinto de cero que tales polinomios toman en {\displaystyle x}, y entonces:
{\displaystyle \omega (x,n,H)=-{\frac {\log m(x,n,H)}{n\log H}}}
{\displaystyle \omega (x,n)=\limsup _{H\to \infty }\,\omega (x,n,H).}
Supóngase que se hace infinito para algún número entero positivo mínimo n. Un número complejo x en este caso se denomina U número de grado n.
Ahora, se puede definir
{\displaystyle \omega (x)=\limsup _{n\to \infty }\,\omega (x,n).}
ω(x) a menudo se denomina medida de trascendencia de  x. Si los ω(x, n) están acotados, entonces ω(x) es finito, y x se denomina un S número. Si los ω(x, n) son finitos pero ilimitados, x se denomina T número. x es algebraico si y solo si ω(x) = 0.
Claramente, los números de Liouville son un subconjunto de los U números. William LeVeque en 1953 construyó U números de cualquier grado deseado. Los números de Liouville y, por lo tanto, los U números son conjuntos incontables. Son conjuntos de medida 0.
Los T números también comprenden un conjunto de medida 0, y se tardó unos 35 años en demostrar su existencia. Wolfgang M. Schmidt en 1968 demostró que existen ejemplos. Sin embargo, casi todos los números complejos son S números. Mahler demostró que la función exponencial envía todos los números algebraicos distintos de cero a S números: esto demuestra que e es un S número y da una prueba de la trascendencia de π, del que se sabe que no es un U número. Muchos otros números trascendentes permanecen sin clasificar.
Dos números x, y se llaman algebraicamente dependientes si hay un polinomio distinto de cero P en dos variables con coeficientes enteros tales que P( x, y) = 0. Existe un poderoso teorema de que dos números complejos que son algebraicamente dependientes pertenecen a la misma clase de Mahler. Este teorema permite la construcción de nuevos números trascendentes, como la suma de un número de Liouville con e o π.
El símbolo S probablemente representaba el nombre del maestro de Mahler, Carl Ludwig Siegel, y la T y la U son solo las siguientes dos letras del alfabeto.

### Clasificación equivalente de Koksma
Jurjen Koksma en 1939 propuso otra clasificación basada en la aproximación por números algebraicos.
Considérese la aproximación de un número complejo x por números algebraicos de grado ≤ n y altura ≤ H. Sea α un número algebraico de este conjunto finito tal que |x − α| tiene el valor mínimo positivo. Defínanse ω*(x, H, n) y ω*(x, n) mediante:
{\displaystyle |x-\alpha |=H^{-n\omega ^{*}(x,H,n)-1}.}
{\displaystyle \omega ^{*}(x,n)=\limsup _{H\to \infty }\,\omega ^{*}(x,n,H).}
Si para un entero positivo más pequeño n, ω*(x, n) es infinito, x se llama un U* número de grado n.
Si los ω*(x, n) están acotados y no convergen a 0, x se llama S* número,
Un número x se llama A* número si ω*(x, n) convergen a 0.
Si los ω*(x, n) son todos finitos pero ilimitados, x se denomina T* número.
Las clasificaciones de Koksma y Mahler son equivalentes en el sentido de que dividen los números trascendentes en las mismas clases. Los A* números son los números algebraicos.

### La construcción de LeVeque
Sea
{\displaystyle \lambda ={\tfrac {1}{3}}+\sum _{k=1}^{\infty }10^{-k!}.}
Se puede demostrar que la n-ésima raíz de λ (un número de Liouville) es un U número de grado n.
Esta construcción se puede mejorar para crear una familia incontable de U números de grado n. Sea Z el conjunto formado por cualquier otra potencia de 10 en la serie anterior para λ. El conjunto de todos los subconjuntos de Z es incontable. Eliminar cualquiera de los subconjuntos de Z de la serie para λ crea innumerables números de Liouville distintos, cuyas n raíces son U números de grado n.

### Tipo
El elemento supremo de la secuencia {ω(x, n)} se denomina tipo. Casi todos los números reales son S números de tipo 1, que es mínimo para los S números reales. Casi todos los números complejos son S números de tipo 1/2, que también es mínimo. Las afirmaciones de casi todos los números fueron conjeturadas por Mahler y en 1965 probadas por Vladimir Sprindzhuk.

## Problemas abiertos
Si bien el teorema de Gelfond-Schneider demostró que una gran clase de números era trascendente, esta clase aún era contable. Muchas constantes matemáticas bien conocidas aún no se sabe si son trascendentes, y en algunos casos ni siquiera se sabe si son racionales o irracionales. Se puede encontrar una lista parcial en el artículo dedicado a los números trascendentes.
Un problema importante en la teoría de la trascendencia es mostrar que un conjunto particular de números es algebraicamente independiente en lugar de simplemente mostrar que los elementos individuales son trascendentes. Entonces, aunque se sabe que e y π son trascendentes, eso no implica que e + π sea trascendente, ni otras combinaciones de los dos (excepto eπ, la constante de Gelfond, que se sabe que es trascendente). Otro problema importante es tratar con números que no están relacionados con la función exponencial. Los principales resultados de la teoría de la trascendencia tienden a girar en torno a e y la función logarítmica, lo que significa que tienden a requerirse métodos completamente nuevos para tratar con números que no pueden expresarse en términos de estos dos elementos de manera elemental.
La conjetura de Schanuel resolvería un poco el primero de estos problemas, ya que se trata de independencia algebraica y, de hecho, confirmaría que e + π es trascendente. Sin embargo, todavía gira en torno a la función exponencial, por lo que no necesariamente trataría con números como la constante de Apéry o la constante de Euler-Mascheroni. Otro problema sin resolver extremadamente difícil es el llamado problema constante o de identidad.